# كوارك سفلي
كوارك سفلي (بالإنجليزية: Down quark)‏ ورمزه (d)، ثاني أخف الكواركات وزنا، وهو جسيم أولي وأحد المكونات الرئيسية للمادة. وتشكل مع الكوارك العلوي جسيم النيوترون (واحد كوارك علوي واثنان كوارك سفلي) والبروتون (اثنان كوارك علوي وواحد كوارك سفلي) وهما نواة الذرة. وهو جزء من الجيل الأول للمادة، ولديه شحنة كهربائية تعادل -1⁄3 e وكتلة ظاهرة 3.5–6.0 MeV/c2. كما هو الحال في جميع الكواركات فإن الكوارك السفلي يعتبر فرميون أولي له لف مغزلي -1⁄2 وتفاعله مع جميع قوى الترابط الأربع: كهرومغناطيسية، جاذبية، قوي, وضعيف. ويسمى ضديده باسم ضديد الكوارك السفلي أو كوارك سفلي مضاد أو ضديد السفلي، فهو يعادله بالحجم ومعاكس له بالرمز.
كان ظهورها سنة 1964 بواسطة فرضية موري جيلمان وجورج سويج لشرح نماذج الهادرونات وقد أطلق عليها طريق الثمان لفات، نسبة إلى الثمان لفات للسعادة القصوى في البوذية. تمت ملاحظة الكوارك السفلي لأول مرة سنة 1968 في مركز SLAC.

## البداية
بداية فيزياء الجسيمات (في النصف الأول من القرن العشرين)، على الرغم من أن الهادرونات مثل البروتونات والنيوترونات البيون هي جسيمات أولية، لكن تم اكتشاف هادرونات جديدة فأصبحت من الكثرة أشبه بحديقة حيوان الجسيمات، فبعدما كانت عدة هدرونات في الثلاثينات والأربعينات صارت عدة عشرات في الخمسينات، وكانت الروابط فيما بينها غير واضحة حتى سنة 1961 عندما افترض كلا من موري جيلمان ويوفال نعمان كلا على حدة نموذج للتركيب الدقيق للهادرونات وسمي طريق الثمان لفات، أو بالمصطلح العلمي تناظر النكهة.
هذا النموذج للتركيب رتب الهادرونات حسب تعدد اللف النظائري، ولكن تبقى الأسس الفيزيائية التي وراء ذلك غير واضحة المعالم. وفي سنة 1964 اقترح كلا من جيلمان وجورج سويج (كلا على حدة) مايسمى بنموذج الكوارك، وتحتوي على كواركات علوية وسفلية وغريبة. مع أن نموذج الكوارك قد شرح طريق الثمان لفات، لكن لايوجد دليل مباشر على وجود الكواركات حتى تم اكتشافها سنة 1968 في مختبر SLAC. تجربة النثر غير المرن العميق (بالإنجليزية: Deep inelastic scattering)‏ أشارت إلى أن البروتون له بنية داخلية فرعية، وهذا البروتون مكون من ثلاث جسيمات أساسية تشرح البيانات (وهذا يشرح نموذج الكوارك).
أحجم الناس عن التعرف على الثلاث أجسام ككواركات، مفضلين وصف ريتشارد فاينمان للبروتون وكان ذلك في بداية الأمر، ثم مالبث أن بدأ القبول بنظرية الكوارك.

## الكتلة
على الرغم من كونها معروفة جدا، إلا أنه لم يتم التعرف على الكتلة الظاهرة للكوارك السفلي بشكل جيد بعد، لكنه تقديريا يقع ما بين 3.5 و6.5 MeV/c2. فعند وجودها في الميزونات (وهي جسيمات تتكون من كوارك واحد وضديد كوارك واحد) أو الباريونات (وهي جسيمات تتكون من ثلاث كواركات)، فإن الكتلة المؤثرة للكوارك ستصبح أعظم بسبب طاقة الربط المتسببة من مجال الغلوون بين الكواركات (أنظر أيضا إلى تكافؤ المادة والطاقة). فعلى سبيل المثال، تكون الكتلة المؤثرة للكوارك السفلي في البروتون حوالي 330 MeV/c2. لأن الكتلة الظاهرة له تكون خفيفة جدا، فلا يمكن حسابه بشكل مباشر لأنه يجب أن يؤخذ بالحسبان الآثار النسبية.

## اقرأ أيضا
- R. Nave. "Quarks". هايبرفيزيكس. جامعة ولاية جورجيا, Department of Physics and Astronomy. مؤرشف من الأصل في 2019-06-08. اطلع عليه بتاريخ 2008-06-29.
- A. Pickering (1984). Constructing Quarks. دار نشر جامعة شيكاغو. ص. 114–125. ISBN:0226667995.